# Norris McWhirter

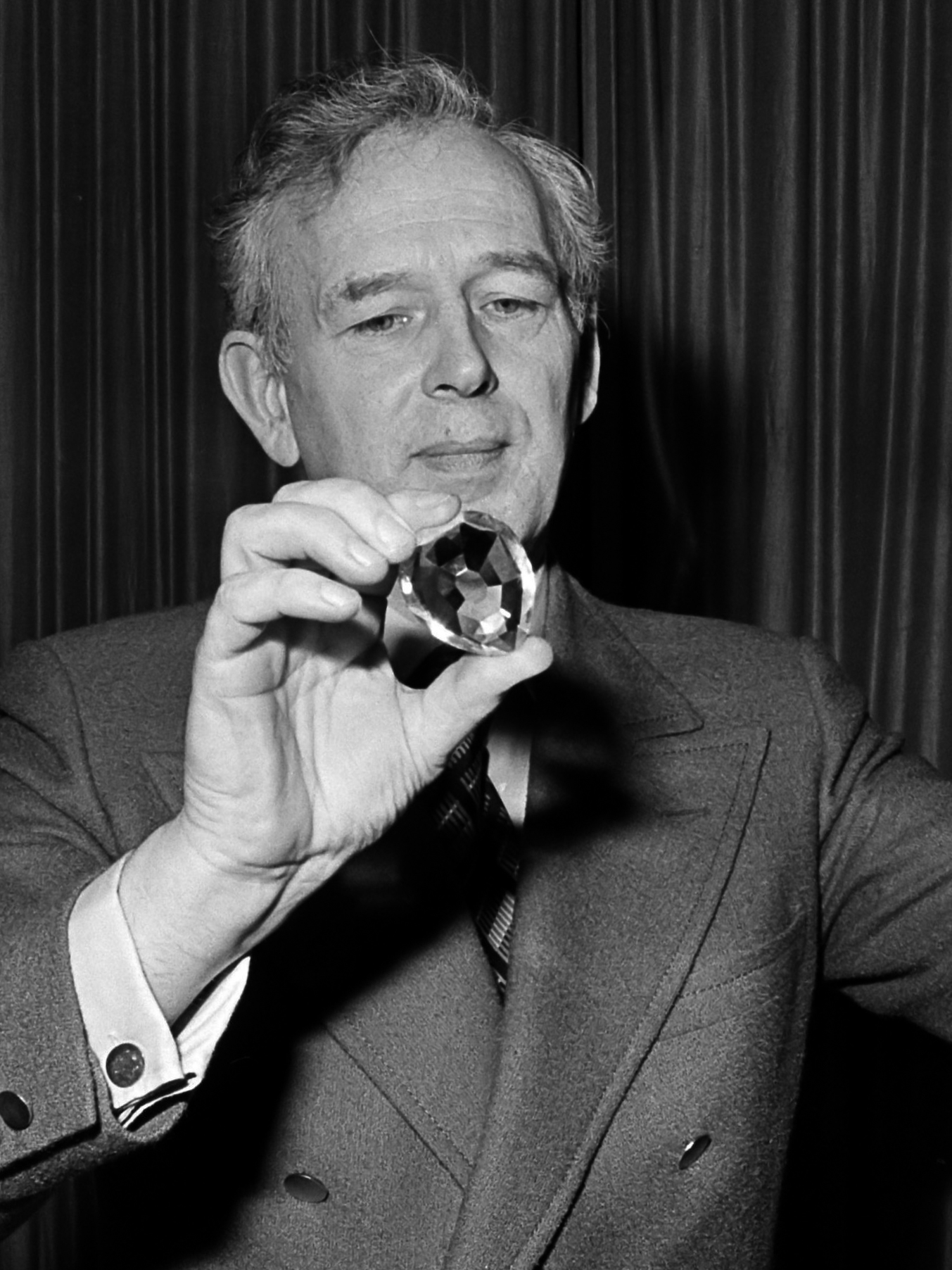
Norris McWhirter met een kopie van de grootste diamant ter wereld (1977)

Norris Dewar McWhirter (Winchmore Hill, 12 augustus 1925 - Wiltshire, 19 april 2004) was een auteur, politiek activist, medeoprichter van The Freedom Association en televisiepresentator.
Hij en zijn tweelingbroer, Ross McWhirter, zijn bekend geworden door het schrijven van het Guinness Book of Records, een boek dat ze samen schreven en jaarlijks opnieuw uitbrachten tussen 1955 en 1975. Nadat Ross om het leven werd gebracht door het Provisional Irish Republican Army ging Norris verder als redacteur.
Norris McWhirter overleed op 78-jarige leeftijd in zijn woonplaats Wiltshire aan een hartinfarct.
- Bibliothèque nationale de France: cb11913837b (data)
- CiNii: DA02117177
- Gemeinsame Normdatei: 106734795X
- International Standard Name Identifier: 0000 0001 1496 6429
- Library of Congress Control Number: n80126327
- Nationale Bibliotheek van Letland: 000013920
- Bibliotheek van het Japanse parlement: 00449607
- Nationale Bibliotheek van Tsjechië: skuk0004032
- Nationale Bibliotheek van Israël: 987007428921105171
- Nederlandse Thesaurus van Auteursnamen: 06908789X
- Système universitaire de documentation: 027000702
- Trove: 1214915
- Virtual International Authority File: 105857937
- WorldCat: E39PBJvXmWKwMBMfRBVPBQPWjC